# 世界にここだけ釣具博物館
世界にここだけ釣具博物館（せかいにここだけつりぐはくぶつかん）は、広島県広島市西区楠木町にある釣具専門の博物館である。

## 概要
世界的な釣具コレクターとして知られる高橋健が、約半世紀をかけて収集した釣具が約500点展示されている。展示品は主にルアーやロッド、疑似餌、その他釣具である。中には、古代中国の竹製リールや世界最初のスピニングリールといった銘品や珍品も含まれている。

## 沿革
- 2022年（令和4年）10月1日 - 開館[3]。

## 利用案内
- 開館日 - 土・日・祝日を除く10時～16時（ただし、予約開館制で事前連絡が必要）[3]
- 入館料 - 無料[2]